# Guerrero
Guerreroⓘ – stan położony w południowo-zachodnim Meksyku nad Oceanem Spokojnym. Graniczy ze stanami Michoacán, México, Morelos, Puebla oraz Oaxaca. Stolicą stanu jest miasto Chilpancingo.

## Podział administracyjny
Guerrero dzieli się na 77 gmin (hiszp. municipios).

## Historia
Najstarsze ślady obecności człowieka na tych ziemiach pochodzą z ok. 300 r. p.n.e. Wtedy w środkowym i południowym Meksyku rozwijała się cywilizacja Olmeków. W X w. w ludy z kręgu kultury Teotihuacan wzniosły na tym terenie, a dokładniej w Texmeluncanie i Teloloapanie piramidy służące celom sakralnym. W Guerrero na wybrzeżu Pacyfiku osiedlali się także Tepanekowie i Indianie z innych plemion. W XI w. z północy przybyli na już wówczas gęsto zaludnione tereny Aztekowie. Aztekowie podbili cały region środkowego Meksyku, łącznie z terenem pokrywającym obecny stan Guerrero. Guerrero zostało wtedy podzielone dla celów administracyjnych i podatkowych na siedem okręgów.
Wraz z przybyciem Hiszpanów tubylcy zamieszkujący region wyzwolili się spod władzy Azteków, których cywilizacja uległa zniszczeniu. Wolność nie trwała jednak długo. W 1523 r. do Guerrero przybyła ekspedycja hiszpańska pod dowództwem Juana Rodrígueza. W 1527 r. z tego regionu wyruszyła wyprawa hiszpańska, dowodzona przez Álvaro de Saavedra Ceróna, która udała się poprzez Pacyfik w kierunku Filipin. Jednak nikt z tej ekspedycji nigdy nie powrócił.
W 1534 r. Hiszpanie odkryli w Taxco złoża srebra. Ten cenny minerał zachęcił hiszpańskich osadników do przybywania do Guerrero. Wraz z coraz liczniej przybywającymi Europejczykami coraz bardziej zaczęło się zmieniać życie zamieszkujących te tereny Indian. Dzięki istnieniu naturalnego portu w Acapulco możliwe stało się prowadzenie ożywionego handlu z Azją (głównie z Japonią i z Chinami). Najniebezpieczniejszą częścią tego szlaku handlowego był jego lądowy odcinek pomiędzy Acapulco a miastem Meksyk, na którego przebycie potrzebowano 12 dni. Droga ta jednak wkrótce dzięki dużym zyskom z handlu zamieniła się w jedną z najruchliwszych w całym Meksyku. Acapulco było także miejscem handlu niewolnikami. Murzyńscy zbiegowie zaczęli wówczas tworzyć społeczności wyjęte spod prawa, które chroniły się na terenie Guerrero. Grupy te istniały aż do XIX w. Potomkowie niewolników żyją do dziś w południowej części wybrzeża pacyficznego.
W czasie walk o niepodległość armią powstańczą na tym terenie dowodził José Morelos, który otrzymał odpowiednie pełnomocnictwa od Miguela Hidalgo – przywódcy powstania. Do Morelosa dołączyło wtedy ponad trzy tysiące ludzi. Rebeliantom udało się zdobyć Chilpancingo i ustanowić je stolicą państwa. Po śmierci Morelosa walki z Hiszpanami były nadal kontynuowane, z tym, że przywódca powstańców został Vicente Guerrero. To właśnie dzięki niemu udało się przeciągnąć część wojsk kolonialnych na stronę powstańców. Po tym wydarzeniu armia hiszpańska musiała się poddać i uznać w 1821 r. niepodległość Meksyku.
Po odzyskaniu przez kraj suwerenności Vicente Guerrero został ustanowiony zwierzchnikiem południowej części państwa. Na terenach tych przyszło mu toczyć zacięte walki o ustanowienie federacji poszczególnych stanów meksykańskich. W 1829 r. udało mu się objąć urząd prezydenta republiki, jednak niedługo po tym wydarzeniu został zamordowany. Stan Guerrero został utworzony w 1849 r. z części stanów Michoacan, Puebla i Mexico
Sam region pozostawał ciągle niestabilny, głównie ze względu na powstania indiańskie i niezadowolenie z rządów gen. Antonio Lopeza de Santa Anny. W czasie walk stronnictwa liberalnego (lata 60. XIX w.) kierowanego przez Benito Juareza z interwencją francuską Guerrero stał się tymczasowym schronieniem dla armii narodowej walczącej z Francuzami. Po przejęciu rządów przez Porfirio Diaza stan nadal pozostawał niespokojny, co było spowodowane brakiem zaufania lokalnych watażków (nazywanych caudillo) do władz stanowych. Istnienie lokalnych milicji i słabość władz federalnych sprawiły, że rozpoczęta w całym Meksyku w 1910 r. rewolucja przeciwko rządom Diaza mogła się z łatwością rozwinąć na tych terenach.
Po zakończeniu rewolucji władzę w stanie przejęła PRI (tak samo zresztą, jak i w innych stanach), która sprawowała autokratyczne rządy. Silna pozycja PRI sprawiła, że ucichły walki pomiędzy lokalnymi caudillo. Ponadto podczas prezydentury Miguela Alemána w latach 1946–1952 do Guerrero napłynęły szerszym strumieniem pieniądze federalne, które przyśpieszyły rozwój gospodarczy, w szczególności w Acapulco.
Panująca w Guerrero bieda i nierówności majątkowe były przyczyną powstania na tym terenie różnych grup partyzanckich w latach 60. i 70. XX w. W latach 80. Acapulco oraz Ixtapa i Taxco stały się znanymi atrakcjami turystycznymi, co przyczyniło się nieco do podniesienia poziomu życia mieszkańców. Na prowincji w dalszym ciągu działają grupy partyzanckie, są one zbyt małe aby zagrozić władzom federalnym, ale stanowią realne zagrożenie, z którym rząd musi się w dalszym ciągu liczyć.

## Warunki geograficzne i klimatyczne
Guerrero jest jednym z najbardziej górzystych stanów meksykańskich. Do ważniejszych pasm górskich przebiegających przez ten region należą m.in.: Sierra Madre del Sur i Sierras del Norte. Pomiędzy tymi dwoma grzbietami górskimi znajduje się ciepły i suchy region, który otacza rzeka Rio Balsas. W części stanu leżącej wzdłuż Pacyfiku rozciąga się nadbrzeżna równina. 
Basen rzeki Rio Balsas tworzą liczne mniejsze rzeki, wypływające z Sierras del Norte i Sierra Madre del Sur. Acapulco – ważny port morski powstało (w 1550 r.) dzięki istniejącej w tym miejscu naturalnej zatoce. Zatoka jest toczona przez wysokie klify uformowane przez pobliskie góry. Góry te są chronione w ramach Parku Narodowego El Veladero.
Klimat wokół miasta Acapulco jest gorący i dość wilgotny. Większość deszczów spada tu w okresie od czerwca do października, głównie w formie lekkich mżawek. Czasami zdarzają się burze tropikalne. W 1997 r. duże niszczenia poczynił tu huragan Paulina. Miesiące zimowe są nieco chłodniejsze z mniejszymi opadami. Średnia temperatur w zimie waha się od 25 do 27 °C, natomiast w lecie od 28 do 29 °C.
W Guerrero wzdłuż wybrzeża pacyficznego występują lasy tropikalne oraz roślinność namorzynowa. W górach spotyka się lasy dębowe i sosnowe. Dolina wokół rzeki Rio Balsas porośnięta jest niską roślinnością. Często spotyka się tu egzotyczną roślinność złożoną z rozmaitych gatunków palm. W skład fauny zwierzęcej wchodzą m.in.: iguany i inne jaszczurki, węże, króliki i kojoty. Z rzadkich zwierząt można wymienić: jaguary, orły i żółwie.

## Gospodarka
Najważniejszymi źródłami utrzymania mieszkańców stanu pozostają: rolnictwo, handel, transport i usługi. W ostatnich latach coraz ważniejszą rolę odgrywa turystyka. Ponadto szybko rozwija się przemysł wytwórczy oraz górnictwo. Od przystąpienia Meksyku do porozumienia o wolnym handlu (tzw. NAFTA) w 1994 r. szybko rośnie eksport do USA i Kanady.
Dawniej stan nie dysponował zbytnio rozwiniętym przemysłem. Znajdowały się tu jedynie małe państwowe zakłady odzieżowe i obuwnicze. Pewną rolę odgrywały też przetwórnie spożywcze. Jednak od połowy lat 90. coraz powszechniejsze stają się przedsiębiorstwa z kapitałem zagranicznym, które swoją produkcję kierują na rynki zagraniczne (nazywane tutaj maquiladoras).
W dolinach położonych w środkowej części stanu głównym zajęciem mieszkańców pozostaje rolnictwo. Uprawia się tu głównie: kukurydzę, fasolę, ryż, sezam, melony, kawę i palmę kokosową. Nawadniane jest około 10% ziemi uprawnej.
Region Taxco jest ważnym ośrodkiem wydobycia srebra. Z innych surowców naturalnych, które są pozyskiwane w Guerrero należy wymienić też drewno. W 2003 r. Bank Światowy uruchomił program dla Indian, w ramach którego miano nauczyć ich racjonalnej gospodarki leśnej.

## Główne miasta
- Ciudad Altamirano
- Acapulco (Acapulco de Juárez)
- Chilpancingo de los Bravo
- Iguala (Iguala de la Independencia)
- Taxco de Alarcón
- Tlapa de Comonfort
- Zihuatanejo

## Galeria

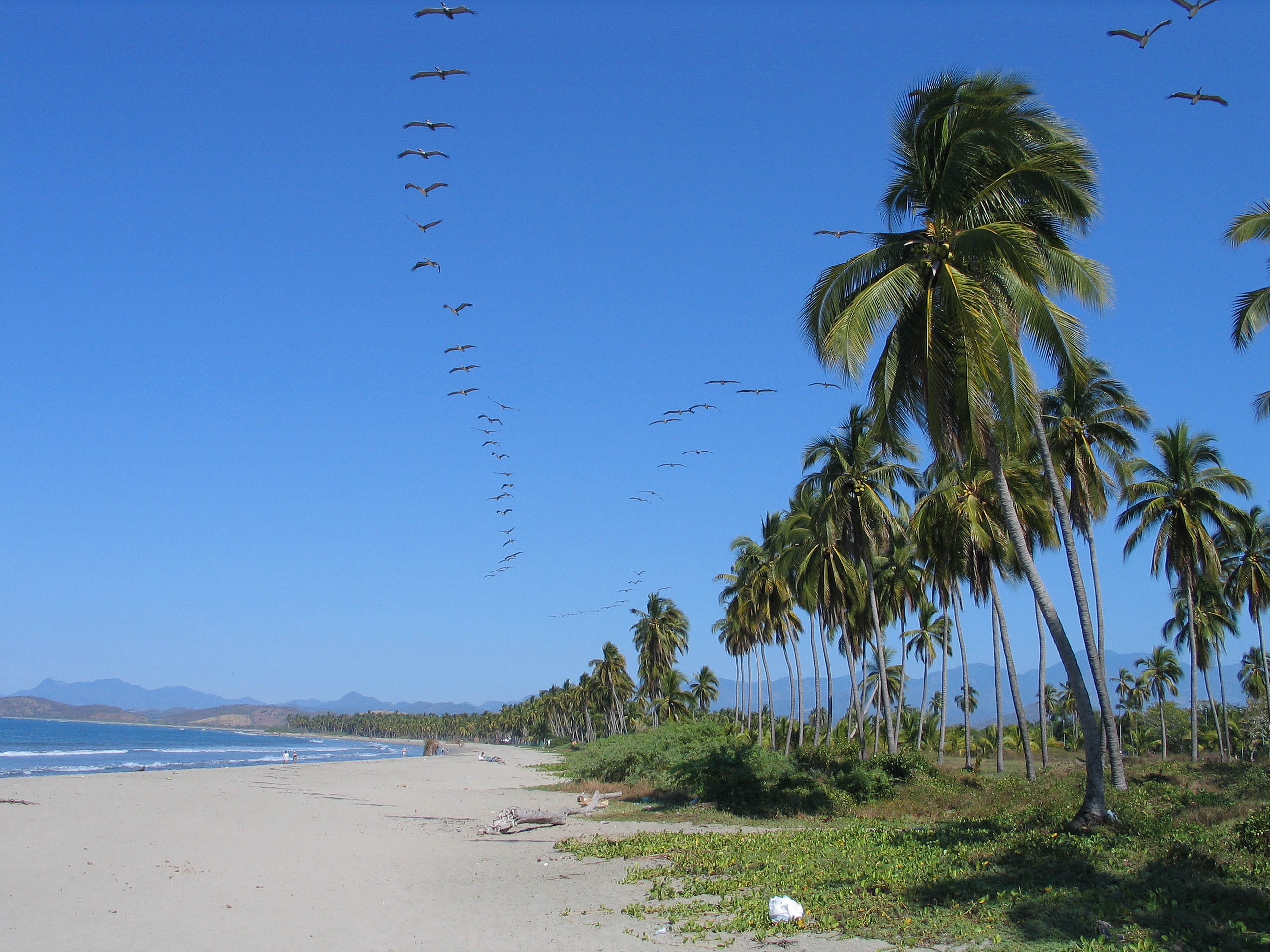
Ixtapa
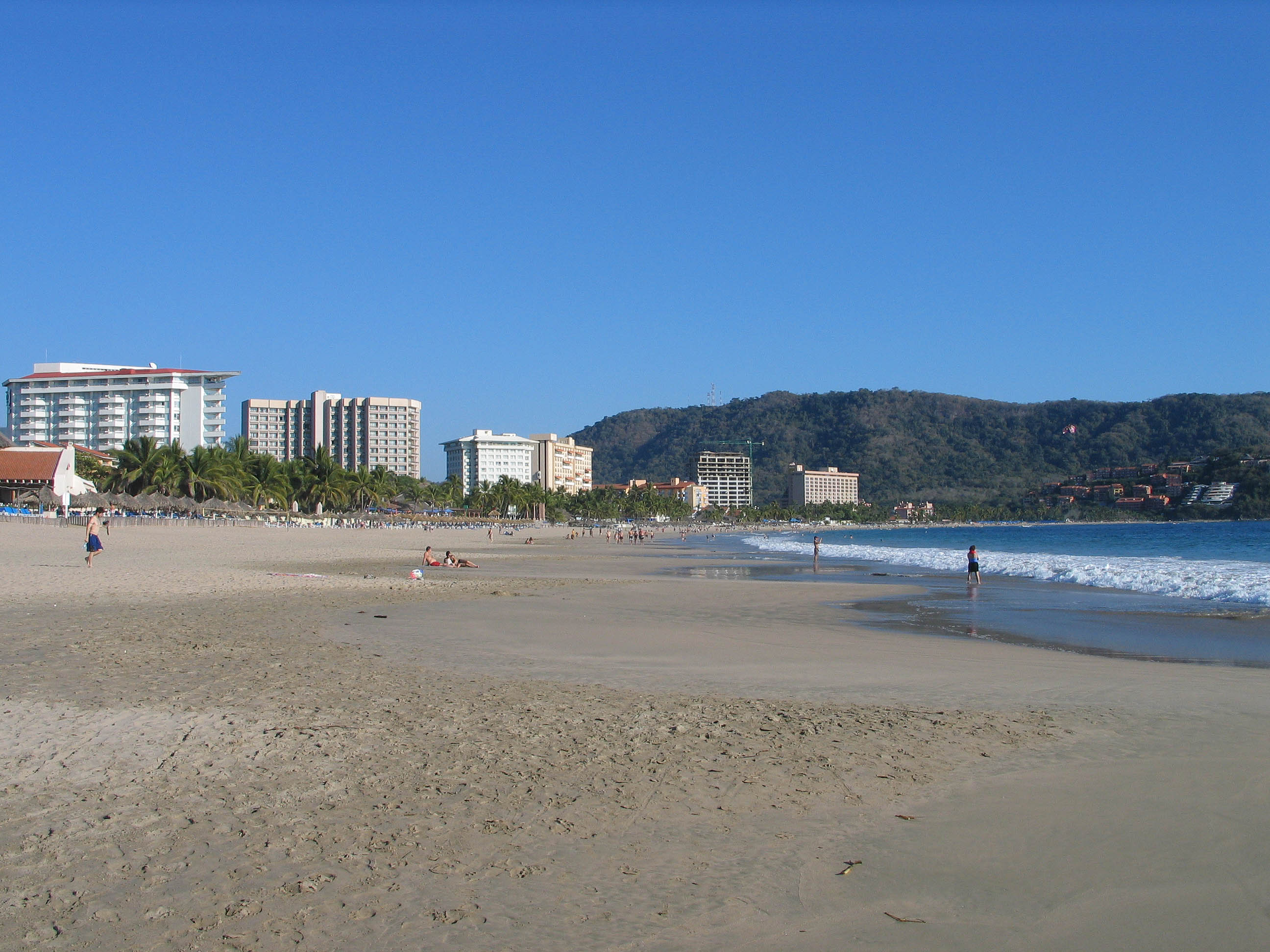
Plaża w Ixtapie
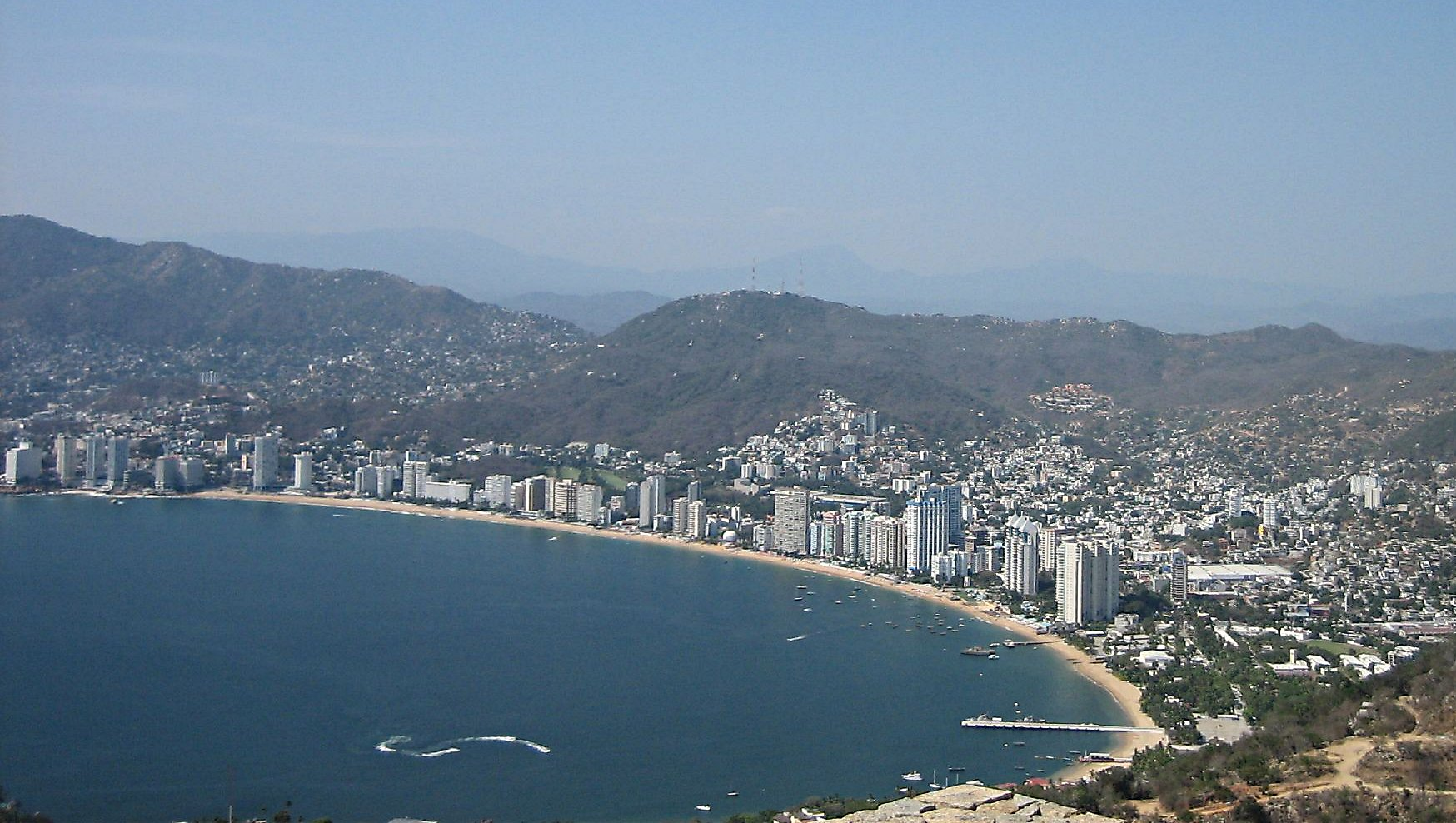
Panorama Acapulco
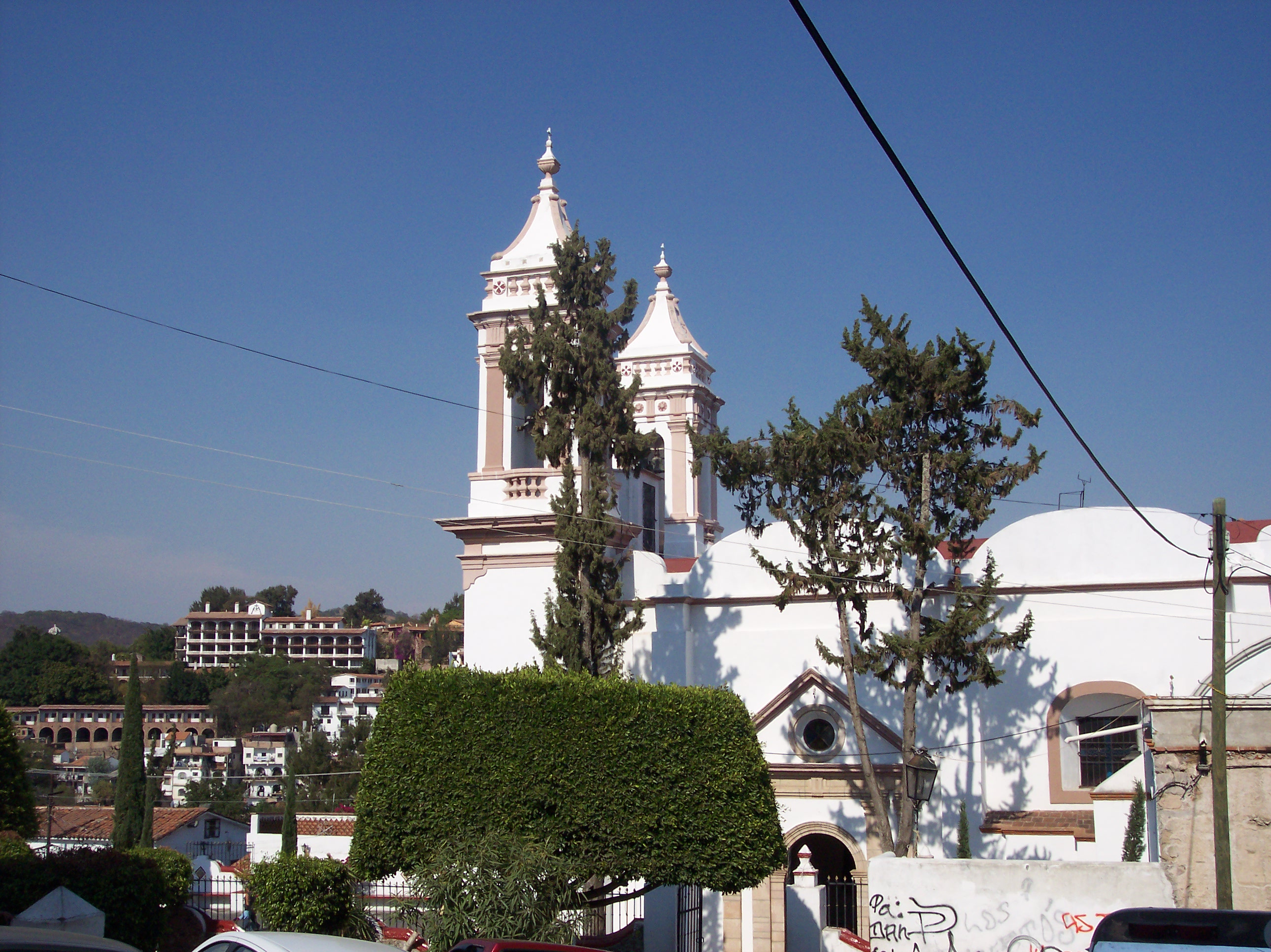
Taxco de Alarcón